# New Day Will Rise
A New Day Will Rise (magyarul: Új nap kel fel) az izraeli Yuval Raphael debütáló kislemeze, amelyet Keren Peles írt és Tomer Biran hangszerelt. A dalt 2025. március 9-én adta ki a Tedy Productions, és ez képviselte Izraelt a 2025-ös Eurovíziós Dalfesztiválon, ahol 357 ponttal a második helyen végzett.
Az izraeli sajtó, valamint a dalszerző szerint a szám üzenete a nehéz időszakokon keresztüli túljutást és a reményt hangsúlyozza, különösen az izraeli közönség számára. A dal vegyes fogadtatásban részesült mind hazai, mind nemzetközi viszonylatban: többen dicsérték Raphael énekteljesítményét és a dal hangszerelését, ugyanakkor jelentős bírálat is érte, különösen az általános, sablonos hangvétele és a francia nyelvű betétek alkalmazása miatt; utóbbi kritika elsősorban az izraeli médiából érkezett. A New Day Will Rise ugyanakkor Izraelben kereskedelmi sikert aratott, és vezette az izraeli slágerlistát.

## Háttér
A dalt Keren Peles írta, a produceri munkát Tomer Biran látta el. Az előadó, Yuval Raphael a 2023. október 7-i támadások és a Nova zenei fesztiválon elkövetett mészárlás túlélője. Az énekesnő a vérengzés során egy óvóhelyen rejtőzött el holttestek között, hogy elkerülje a Hamász fegyvereseinek támadását.
A dal három nyelven – angolul, franciául és héberül – tartalmaz versszakokat. Az Israel Hayom kritikusa, Nathan Stollero szerint a szám arra buzdít, hogy „előre tekintsünk, a jövő felé, a fejlődés és a növekedés szándékával”. Guy Solo, az izraeli EuroMix eurovíziós rajongói oldal szerzője úgy értékelte, hogy a dal központi témái a „szeretet és a remény”, valamint olyan érzések feldolgozásáról szól, mint a „veszteség, elválás és fájdalom, de ugyanakkor a továbblépés és a megújulás lehetősége” is megjelenik benne. Peles interjúiban elmondta, hogy a dalt „egy új napfelkelte” szimbólumának szánta, amelyre az izraeliek a gázai háborút követően vágyakoznak. A Ynetnek később úgy fogalmazott, hogy az Izrael kizárását követelő hangok ellenére a dalt úgy alkotta meg, hogy az „Izrael gyönyörű, dobogó szívét helyezze a középpontba... Minél jobban próbálják őt elnyomni, annál erősebben emelkedik fel”.
A dal 2025. március 9-én debütált a Kan 11 csatornán. A dalszövegben szerepel egy héber bibliai idézet is az Énekek éneke egyik verséből. A dal eredeti változatában a vers rossz kiejtéssel hangzott el, ezért három nappal később megjelent egy újrakevert verzió, a helyes kiejtéssel.

## Videóklip és promóció
A dal megjelenésével egy időben, 2025. március 9-én közzétették a New Day Will Rise hivatalos videóklipjét is, amelyet Ofir Peretz rendezett. A felvételek 2025. február 25-én és 26-án zajlottak. Peretz elmondása szerint a videóban Raphael és barátai láthatók, amint „kirándulni indulnak a természetbe”, és az énekesnő fokozatosan, éneklés közben meséli el a csoport történetét. A The Jerusalem Post kritikusa, Hannah Brown elemzése szerint a klipben szereplő csoport szabadidős tevékenységei azt hivatottak bemutatni, hogyan próbálják a Nova fesztivál túlélői az átélt tragédiát feldolgozni és talpra állni ezt követően. A videóban megjelennek vörös anemónák is, amelyek Izrael nemzeti virágai.. Egy alternatív videóklip is készült, amelyet mesterséges intelligenciát alkalmazó művészek, Boaz Tamir és Uri Galiri alkottak. Ez 2025. április 9-én jelent meg. A szerzők szerint ez a klip „a Hurricane című videó közvetlen folytatásának” tekinthető.
A dal népszerűsítése céljából Yuval Raphael 2025. május 5-én találkozott Izrael elnökével, Jichák Hercoggal. Eurovíziós partikon nem vett részt, ugyanakkor március 28-án fellépett egy rajongói eseményen, amelyet az izraeli hivatalos eurovíziós klub szervezett.
Emellett a Spotlight nevű, az Európai Műsorsugárzók Uniója által működtetett független híroldal oknyomozó riportja szerint az Izraeli Kormányzati Hirdetési Ügynökség finanszírozott hirdetéseket, amelyek a dalfesztivál előtt és alatt Google-eszközökön jelentek meg. A több nyelvre lefordított reklámokat 35 országban sugározták, és Raphael ezekben ismertette, hogyan lehet szavazni Izraelre, az adott ország szavazási rendszeréhez igazodva.

## A kritikusok értékelései

### Az izraeli sajtó és közszereplők véleményei
Az izraeli sajtó vegyesen fogadta a dalt. A Maariv újságírója, Dor Segal Albuquerque pozitívan nyilatkozott: szerinte a dal „az év egyik legszebbje”, amely gyógyító erejű, és „pontosan az, amire egy ilyen nehéz év után szükségünk volt”. A Háárec kritikusa, Ben Shalev vegyes értékelést adott. Dicsérte a héber nyelvű részt és a dal utolsó refrénjét, ugyanakkor megjegyezte, hogy a dal túl átlagos és nagyon hasonló sok más korábbi műhöz: „túl sok hatás nehezedik rá, és nem képes önálló zenei identitást, szép és emlékezetes dallamot kialakítani”. A Channel 12 riportere, Neta Hotar úgy fogalmazott, hogy a szám olyan, „mintha Maya Bouskilla Céline Diont énekelne”, üresnek nevezve azt. Kritikájában így ironizált: „el lehet képzelni azt az MI-parancsot, ami alapján ez a refrén megszületett: 'tegyél bele egy kis franciát, egy bibliai idézetet és sok szinonimát a fényre'”. A Háárec munkatársa, Anat Kamm nemcsak „középszerűnek” nevezte a dalt, hanem élesen bírálta Izrael szereplését is a versenyen. Szerinte az izraeli részvétel „illúzió” és a Gázai övezetben zajló katonai műveletekről való figyelemelterelés, hozzátéve: „Izrael, a jelek szerint, nem tanulta meg a 2024-es Eurovíziós Dalfesztiválon tapasztalt reakciók leckéjét”.
A Time Out Israel kritikusa, Avishai Sela azt írta, hogy a dal „szinte minden héber zenei jegyet eltüntetett”, abban a reményben, hogy jobban szerepel majd a nemzetközi versenyen. Ennek ellenére kifejezte kétségeit afelől, hogy a dal nyerni tudna. Az Ynet riportere, Einav Schiff erősen bírálta a dal francia sanzonokra emlékeztető stílusát, és úgy fogalmazott: „Raphael hangja legfeljebb egy Ki mit tud?-ra lenne elég egy gyér forgalmú brasserie-ben”. Emellett a francia nyelv használatát is negatívan értékelte, ugyanakkor elismerte, hogy a dal Raphael hátterének és Izrael nemzetközi médiafigyelmének köszönhetően így is jó helyezést érhet el. Az izraeli zeneszerző Ron Bitton szintén bírálta a francia nyelvű betétet a Maariv hasábjain, ennek ellenére buzdította a zsidó közösségeket a dal támogatására: „Sajnos idén nem fogunk nyerni, de ahogy mondtam: az erőnk az egységben rejlik. Reméljük, hogy a világ zsidó közösségei segítenek a dalnak jó helyezést elérni”.

### Nemzetközi sajtóvisszhang
A nemzetközi sajtó szintén megosztottan fogadta a dalt. A Wiwibloggs értékelésében 5,13 pontot kapott a maximális 10-ből, és a 37 induló közül a harmincegyedik helyre került az oldalon közzétett éves rangsorban. A Vulture kritikusa, Jon O'Brien is a harmincegyedik helyre sorolta a dalt, és hasonlóságokat vélt felfedezni Eden Golan Hurricane című 2024-es dalával. Előre jelezte, hogy a közönségszavazásban jól szerepelhet, de úgy vélte, a balladákat előnyben részesítő zsűrik inkább más dalokat jutalmaznak majd a maximális 12 ponttal. A CNN munkatársa, Rob Picheta a döntősök között a huszadik helyre tette a dalt, és azt írta, hogy „gyengébb” volt, mint a Hurricane. A The Times kritikusa, Ed Potton a tizenhetedik helyre sorolta a dalt a döntősök között, két csillagot adott az 5-ből, és „lapos reményüzenetnek” nevezte, hozzátéve: „ebben nincs semmi, amit ne hallottunk volna már korábban”. Ezzel szemben az ESC Beat kritikusa, Doron Lahav a negyedik helyre rangsorolta a dalt, kiemelve a szöveg szépségét és hatásosságát, Raphaelt pedig „sokoldalú énekesként” méltatta.
A the Daily Telegraph zeneírója, Neil McCormick egyenesen „túlzottan érzelmes hangszeres balladának” nevezte a dalt, amely „egyszerű és érzelmes”. Ugyanettől a lapból Ed Power a „top 10 döntős, akit figyelni kell” listájára helyezte a dalt. A BBC zenei szakértője, Mark Savage úgy fogalmazott, hogy a dal „erős ballada”, amely „ismét magasra teszi a lécet”. A finn Yle műsorszolgáltató kritikusa, Eva Frantz 7/10-es értékelést adott, ugyanakkor bírálta Izraelt, amiért „a politikamentesnek mondott Eurovíziót politikai színpadként használja”, de elismerte: „a szereplés talán vitatható, de az éneklés gyönyörű”. A korábbi eurovíziós győztes, Anne-Marie David, aki 1973-ban Luxemburg, 1979-ben Franciaország képviseletében indult, dicsérte a dal hangszerelését és történetét, „nagyon szépnek és reménytelinek” nevezve azt. Több ismert zsidó közéleti személyiség, köztük Scooter Braun és Gal Gadot is nyilvánosan elismerően nyilatkozott Raphaelről és a dalról.

## Eurovíziós Dalfesztivál

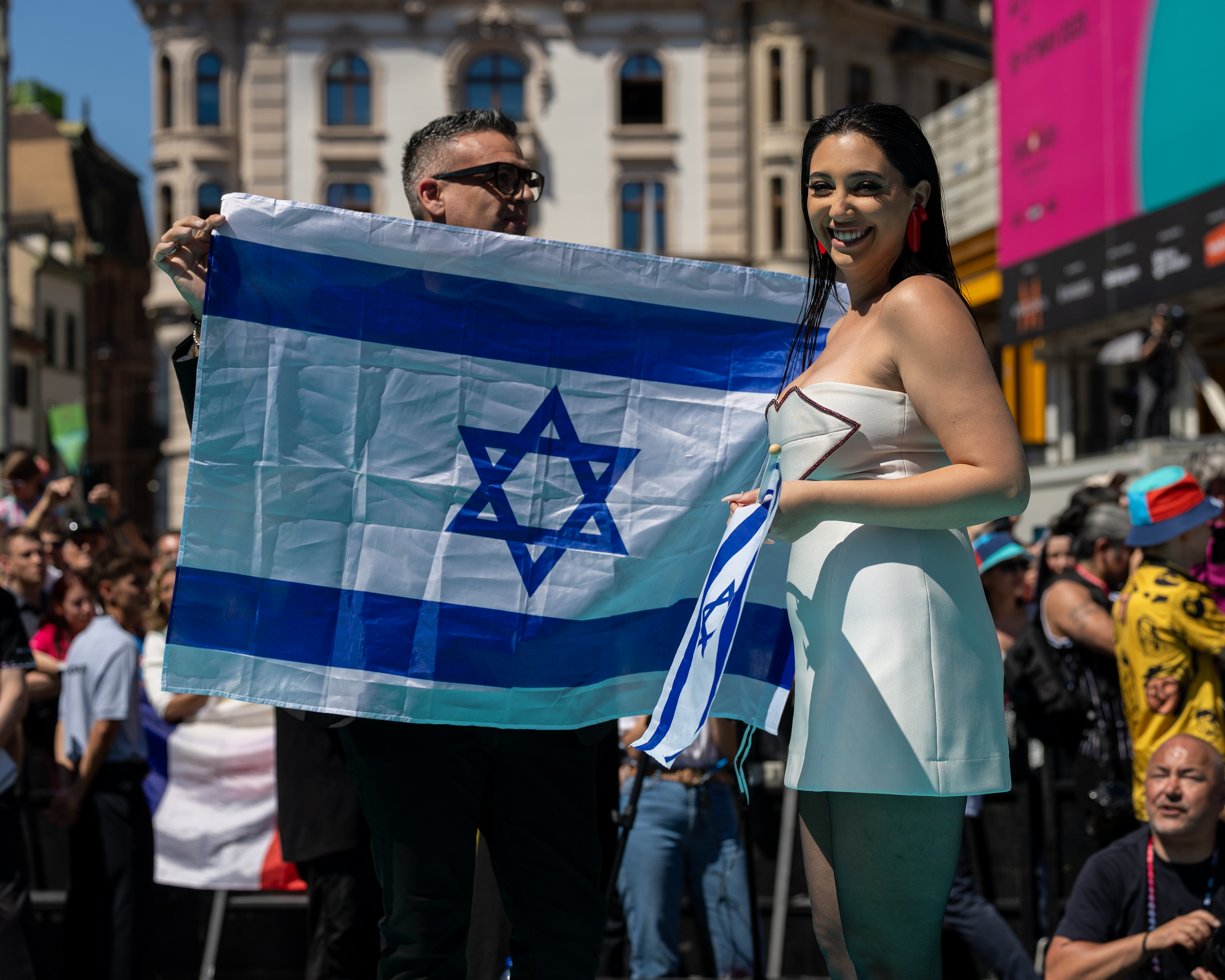
Yuval Raphael a 2025-ös Eurovíziós Dalfesztivál megnyitóünnepségén

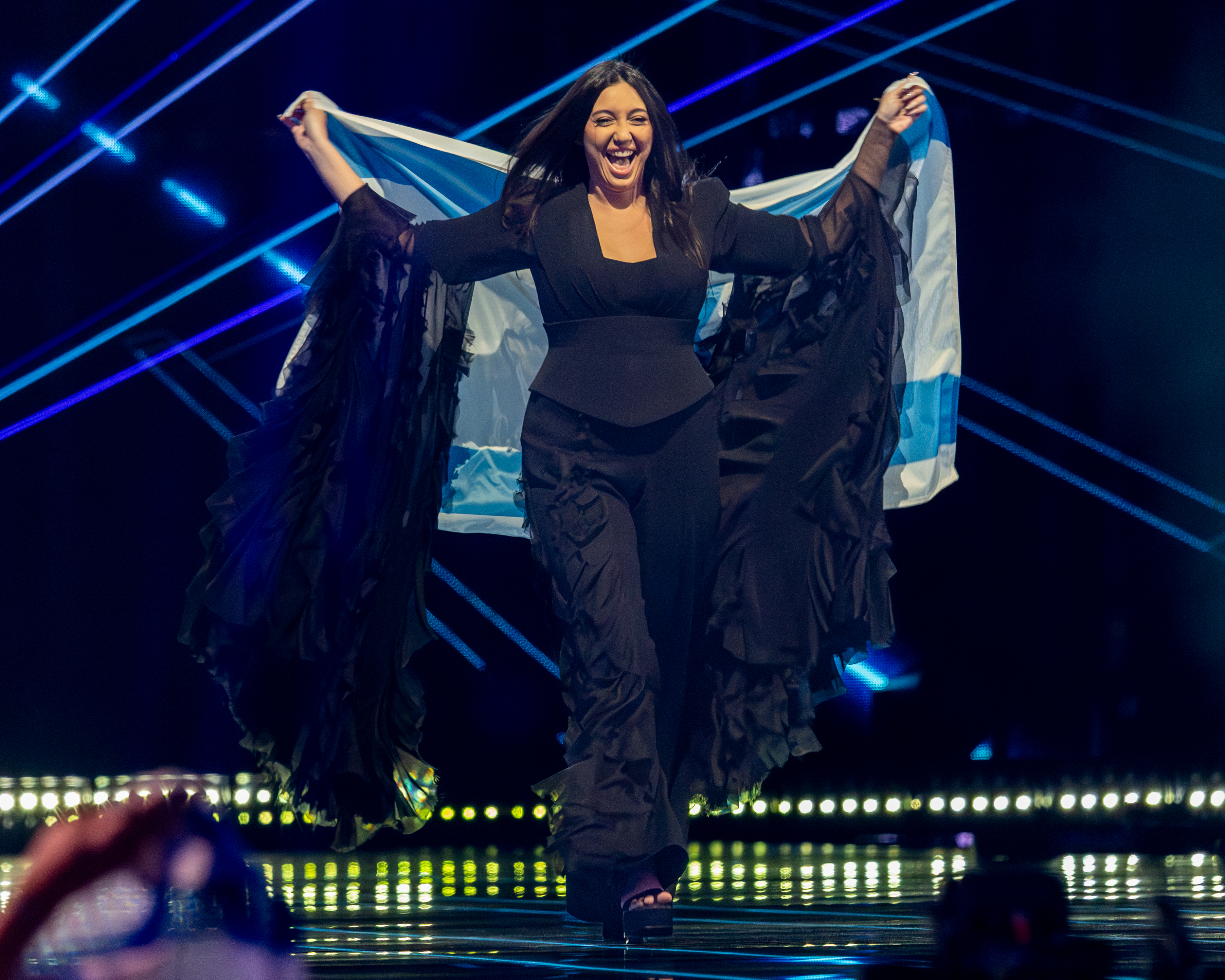
Yuval Raphael a 2025-ös Eurovíziós Dalfesztivál döntőjének zászlós bevonulásán

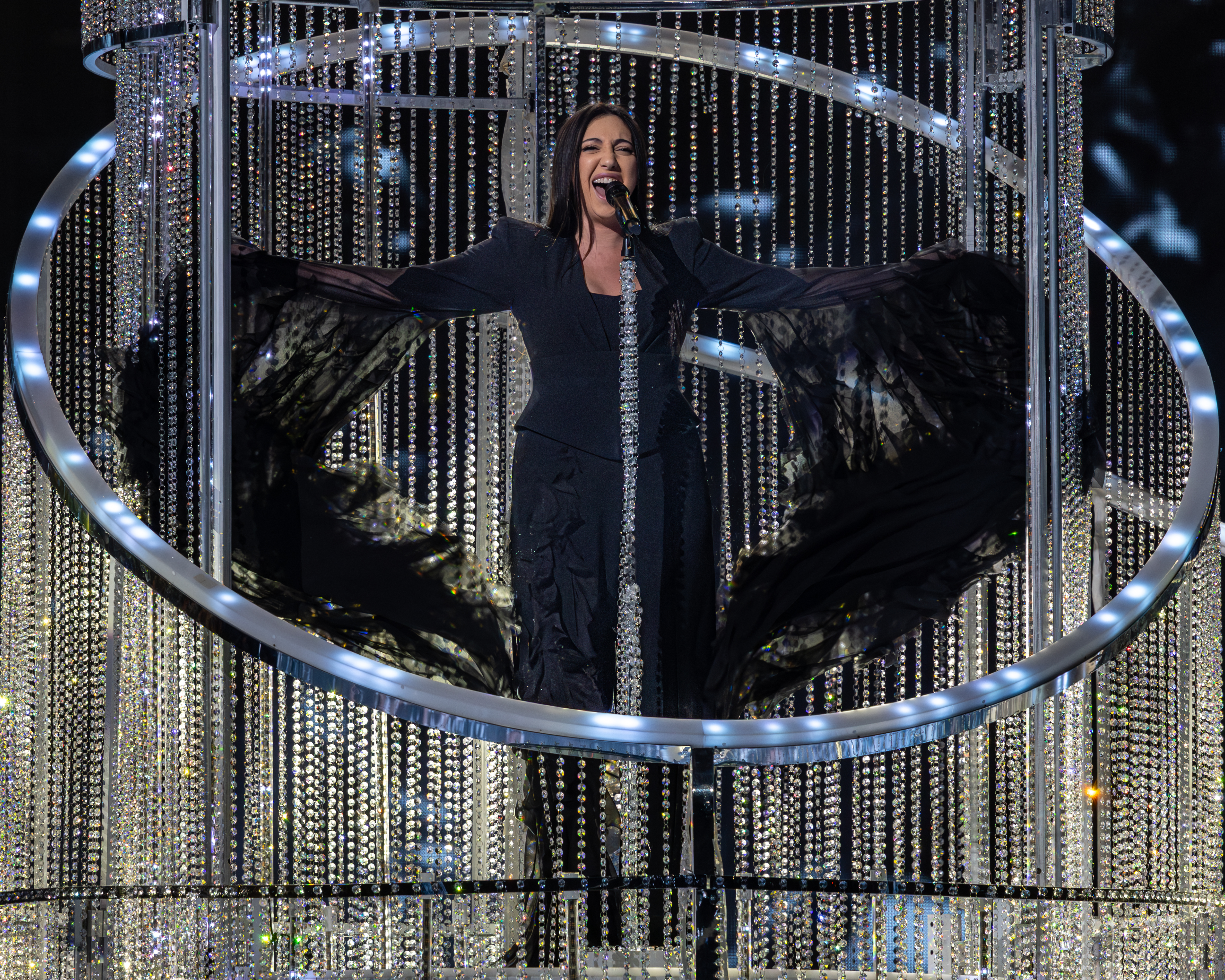
Yuval Raphael a 2025-ös Eurovíziós Dalfesztivál döntőjében

### HaKokhav HaBa és a dalszerzői folyamat
Izrael eurovíziós részvételéért felelős műsorszolgáltatója, az Izraeli Közszolgálati Televízió (IPBC / Kan) a HaKokhav HaBa című valóságshow-énekverseny segítségével választotta ki a 2025-ös Eurovíziós Dalfesztiválra az énekesét. A műsor 2025. január 22-én ért véget, amelynek győztese Yuval Raphael lett, így ő képviselhette Izraelt a versenyen.
A versenydalt egy szakmai bizottság választotta ki belső döntés során. A bizottság tagjai között volt Barak Itzkovitz, a Kan zenei csatornáinak igazgatója, Tal Argaman és Maya Druckman, a Kan 88 lemezlovasai és zenei szerkesztői, Sharon Drix, a Kan kulturális és szórakoztató műsorainak igazgatója, Tali Katz, a Kan kulturális és szórakoztató műsorainak főszerkesztője, Tamira Yardeni, a Tedy Productions tulajdonosa, valamint Joáv Cafír, a HaKokhav HaBa főszerkesztője és Izrael eurovíziós delegációjának vezetője.
2024. december 30-án a Kan és a Keshet meghívásos pályázatot hirdetett, amelyre kiválasztott dalszerzők elküldhették műveiket 2025. február 2-ig. A pályázati feltételek között szerepelt, hogy a dal szövegének legalább két sora héber nyelvű legyen. Raphaelnak lehetősége volt saját szerzeményét is benyújtani. A határidőig összesen 54 pályamű érkezett be.

#### Dalszerzői vita
Raphael a szakmai bizottságtól azt kérte, hogy a versenyre Keren Peles egyik dalát nevezzék be. A bizottság végül valóban Peles dalát választotta ki, ám ezt követően több, mint húsz dalszerző tiltakozó levelet nyújtott be a Kan csatornának, összeférhetetlenségre hivatkozva, mivel Peles zsűritagként is részt vett a HaKokhav HaBa műsorban. A panaszosok az izraeli Legfelsőbb Bíróságnál perrel fenyegetőztek. A panaszt végül visszavonták, miután a Kan vállalta, hogy felülvizsgálja a kiválasztási eljárást a 2026-os versenyre.

### 2025-ös Eurovíziós Dalfesztivál
A 2025-ös Eurovíziós Dalfesztivált a svájci Bázelben, a St. Jakobshalléban rendezték meg. Az elődöntőkre május 13-án és 15-én, a döntőre pedig május 17-én került sor. A sorsoláson, amelyet 2025. január 28-án tartottak, Izraelt a második elődöntő második felébe osztották be. Később bejelentették, hogy Yuval Raphael tizennegyedikként fog fellépni, a Luxemburgot képviselő Laura Thorn La poupée monte le son című dala után és a Németországot képviselő Abor & Tynna Baller című dala előtt.
Az izraeli produkció Shai Bondar, Yuval Cohen és Yoav Tzafir művészeti irányításával valósult meg. Raphael egyedül állt színpadra, egy fekete ruhában, amelyet Victor Bellaish tervezett. A ruha négyzetes vállmegoldással és drámai flamenco stílusú ujjakkal készült. A produkció központi eleme egy 5,5 méter magas csillárra emlékeztető lépcsősor volt, amelyre Raphael a produkció közben ment fel, és a dal egy részét onnan adta elő. Az ESC Beat kritikusa, Doron Lahav a látványt úgy értelmezte, mintha „Yuval egy kalitkába zárt madár” volna. A The Times of Israel szerint a lépcső inspirációja egy 1901-es fénykép, amelyen a zsidó származású osztrák-magyar író, Herzl Tivadar látható, amint Bázelben, a Hotel Les Trois Rois erkélyéről tekint a Rajnára. A dal csúcspontján pirotechnikai elemek is megjelentek. A produkció próbái során úgynevezett „füttygépes” próbákat is tartottak, hogy Raphael felkészüljön egy esetleges negatív közönségreakcióra. A dal a második elődöntőben az első helyen végzett, 203 pontot szerezve – 73 ponttal megelőzve a lett Tautumeitas együttest, és ezzel továbbjutott a döntőbe.
A döntőben, május 17-én ugyanazt az előadást láthatták a nézők, mint az elődöntőben. A dal negyedikként hangzott el, az Észtországot képviselő Tommy Cash Espresso macchiato című dala után és a Litvániát képviselő Katarsis Tavo akys című dala előtt. Az előadás végén a következő szavakkal zárta szereplését: „Thank you Europe, Am Yisrael Chai” („Köszönöm, Európa, az izraeli nép él!”).
A fellépés alatt egy holland pár festékkel megpróbált feljutni a színpadra, de a biztonsági személyzet még időben megakadályozta őket ebben. A fellépés fogadtatása szintén megosztó volt. A Time Out Israel kritikusa, Avishai Sela az előadást úgy jellemezte, mint „a szeretet gyűlölet felett aratott emberi győzelmét… [Az előadás] megérintett egy egész kontinenst, különösen azt az európai közönséget, amely tömegesen szavazott rá”. Ezzel szemben The Independent kritikusa, Mark Beaumont bírálta a csillogó lépcsődíszletet, és azt írta: „egy ilyen pompás, kristályokkal borított lépcsőn elénekelni ezt a dalt – miközben hírfolyamainkat sovány, bombázott otthonokban élő palesztin gyerekek képei töltik meg – provokatív gesztusnak hat. ‘Új nap virrad’ – szép gondolat. De vajon mindenkinek?”
Raphael végül a második helyen végzett, 357 ponttal, JJ Wasted Love című dala mögött. A zsűriszavazás során 60 pontot, míg a nézői szavazáson 297 pontot szerzett. Utóbbi csoportnál volt a legmagasabb pontszám az összes döntős közül. A szakmai zsűrik közül csak Azerbajdzsántól kapott 12 pontot, míg a közönségszavazáson 13 országból is maximális pontszámot kapott.
Raphael a verseny után így nyilatkozott az izraeli sajtónak:
Úgy érzem, nyertük az életben. Elmondhatatlanul izgatott vagyok. Minden, amit akartam, az volt, hogy tiszteletet és büszkeséget hozzak az országnak, és egy pillanatnyi békét. De igazi győzelem csak akkor lesz, ha a túszaink hazatérnek. Ámen, Ámen, Ámen.
Az izraeli államfő, Jichák Hercog a döntőt követően gratulált Raphaelnek, és így méltatta:
Lélegzetelállító voltál. Tökéletes – kivételes. Mélyen meghatottál. Te valóban Izrael lánya vagy mindannyiunk számára, aki áttörte a világ legmagasabb üvegplafonját.

## A produkció közreműködői
- Yuval Raphael – ének
- Keren Peles – dalszerző és szövegíró
- Tomer Biran – hangszerelés, zongora, billentyűs hangszerek, basszusgitár, dobok, programozás
- Roee Berezowitz és Tomer Biran – mixelés, maszterelés
- Avi Singolda – gitár
- Keren Peles – billentyűs hangszerek
- Yoed Nir és Tomer Biran – húros hangszerek
- Jonathan Sror – felvételi asszisztens

## Dalszöveg
| New day will rise Life will go on Everyone cries Don’t cry alone Darkness will fade All the pain will go by But we will stay Even if you say goodbye – A dal refrénje | Új nap kel fel Az élet megy tovább Mindenki sír Ne sírj egyedül A sötétség elhalványul Minden fájdalom elmúlik De mi maradunk Még ha te el is köszönsz – A dal refrénje magyarul |

## Megjelenési történet
| Régió       | Dátum            | Formátum(ok)                 | Változat | Kiadó            | For.   |
| ----------- | ---------------- | ---------------------------- | -------- | ---------------- | ------ |
| Világszerte | 2025. március 9. | Digitális letöltés streaming | Eredeti  | Tedy Productions | [ 78 ] |